# Ralph Hasenhüttl
Ralph Hasenhüttl (Graz, 1967. augusztus 9. –) osztrák labdarúgó, edző.

## Pályafutása

### Játékosként
Az osztrák bajnokságban több sikeres évet töltött az Austria Wien, és az Austria Salzburg csapatainál, ezt követően pedig a belga KV Mechelen és Lierse SK csapataiban játszott. Az 1998-99-es szezon előtt a német 1. FC Kölnhöz írt alá. 41 bajnokin háromszor volt eredményes, majd két szezont követően a Fürth játékosa lett. Hasenhüttl pályafutását a Bayern München II-ben, a Regionalliga Süd-ben, azaz a negyedosztályban fejezte be.
Az osztrák válogatottban nyolc mérkőzésen három gólt szerzett.

### Edzőként
2004 és 2005 között Hasenhüttl az SpVgg Unterhaching ifjúsági csapat edzője volt. Harry Deutinger 2007. márciusában történt menesztését követően Werner Lorant segítője, majd 2007. október 4-étől a csapat vezetőedzője volt. Első mérkőzésén csapata 2-2-es döntetlent ért el az SSV Reutlingen 05 ellen. Az Unterhaching 6. lett a bajnokságban a szezon végén. A 2008-09-es szezonban, az újonnan alakult 3. Liga-ban a csapat a negyedik helyen végzett és csak egy ponton múlt, hogy nem vehetett részt a feljutásról döntő rájátszásban. A 2009-10-es szezonban nem értek el ilyen eredményeket, és 2010. február 21-én, a Dortmund második csapatától elszenvedett vereséget követően menesztették a csapattól. A csapat élén Hasenhüttl 40 győzelmet, 20 döntetlent és 28 vereséget ért el.
2011. januárjában lett a VfR Aalen vezetőedzője. Sikerült csapatát benntartani a harmadosztályba, így szerződését egy évvel meghosszabbították. A 2011-12-es szezonban teljesen újjáépítette a csapatot, nyolc új játékost hozott és 14-et küldött el. A csapat a téli szünetben hatodik helyen állt, csak egy ponttal a play-off pozíciótól. A szezon második felében is jól szerepelt az Aalen, Hasenhüttl szerződését pedig két évvel meghosszabbították. Hasenhüttl 2013 júniusában lemondott posztjáról, elsősorban a következő évadra vonatkozó megszorító programot szorgalmazó Markus Schupp sportigazgatóval történt nézeteltérésének következtében. 36 győzelem, 28 döntetlen és 29 vereség a csapat edzőjeként elért mérlege.
2013. októberében az Ingolstadt 04 vezetőedzője lett. Első idényében a 10. helyen végzett csapatával a Bundesliga 2-ben, majd a 2014-2015-ös szezon végén feljuttatta a csapatot a Bundesligába. A 2015-2016-os szezonban újoncként sikerült benntartania az Ingolstadtot az első osztályban, miután a 11. helyen végeztek. mindezek ellenére szerződését nem hosszabbította meg.
2016 májusában az élvonalba újonnan feljutott RB Leipzig élére nevezték ki. A csapat vezetését hivatalosan 2016. július 1-jén vette át. Első mérkőzésén a Dynamo Dresden ellen csapata kiesett a Német Kupából. A bajnokságban a tizennegyedik fordulóig őrizte veretlenségét a lipcsei csapat, ekkor az Ingolstadt, Hasenhüttl korábbi csapata állította meg a Gulácsi Pétert is soraiban tudó csapatot. Az RB Leipzig a második helyen végzett a Bundesligán a 2016-17-es szezon végén és kiharcolta a Bajnokok Ligája szereplést. A következő szezonban a csapat a Bajnokok Ligájában a csoportkört követően az Európa-liga harminckettes főtábláján folytathatta nemzetközi szereplését, majd végül a nyolcaddöntőben a francia Olympique de Marseille ejtette ki 5-2-es összesítéssel a lipcseieket. A bajnokságot a hatodik helyen fejezték be. A szezon végén Hasenhüttl nem tudott megegyezni a klub vezetőségével 2019 nyarán lejáró szerződése meghosszabbításáról, így közös megegyezéssel felbontották a megállapodását.
2018. december 5-én az angol élvonalban szereplő Southampton vezetőedzője lett. Kinevezésekor egy ponttal volt a csapat a kieső helyektől, majd három nappal később a Cardiff City elleni 1–0-ra elvesztett mérkőzésen debütált. December 16-án az Arsenal ellen a bajnokságban 3–2-re nyert csapatával és megszerezte első győzelmét az angol klub edzőjeként. A szezon végén sikerült elkerülni a kiesést.
2022-ben, a csapat gyenge teljesítménye után kirúgta a Southampton. 2024. március 17-én a német VfL Wolfsburg vezetőedzője lett, miután a klub menesztette Niko Kovač-ot. 2025. május 4-én a Borussia Dortmund elleni 4–0-s vereség után menesztették.

## Család
Fia, Patrick Hasenhüttl szintén labdarúgó, a Hallescher játékosa.

## Sikerei, díjai

### Játékosként
- Austria Wien
  - Osztrák Bundesliga: 1990–91, 1991–92, 1992–93
  - Osztrák kupa: 1989–90, 1991–92, 1993–94
  - Osztrák szuperkupa: 1990, 1991, 1992, 1993
- Austria Salzburg
  - Osztrák Bundesliga: 1994–95
  - Osztrák szuperkupa: 1995
- Lierse SK
  - Belga szuperkupa: 1997
- 1. FC Köln
  - Bundesliga 2: 1999–2000
- Greuther Fürth
  - German Indoor kupa: 2000
- Bayern München II
  - Regionalliga Süd: 2004

### Edzőként
- Ingolstadt 04
  - Bundesliga 2: 2014-15

## Edzői Statisztikái
Legutóbb frissítve:2025. május 3-án lett
| Csapat             | Nemzet      | –tól              | –ig               | Eredményességi mutató | Eredményességi mutató | Eredményességi mutató | Eredményességi mutató | Eredményességi mutató | Eredményességi mutató | Eredményességi mutató | Eredményességi mutató | Eredményességi mutató       | Eredményességi mutató |
| Csapat             | Nemzet      | –tól              | –ig               | M                     | Gy                    | D                     | V                     | GY %                  | RG                    | KG                    | GA                    | Jegy.                       |                       |
| ------------------ | ----------- | ----------------- | ----------------- | --------------------- | --------------------- | --------------------- | --------------------- | --------------------- | --------------------- | --------------------- | --------------------- | --------------------------- | --------------------- |
| SpVgg Unterhaching | Németország | 2007. október 4.  | 2010. február 22. | 88                    | 40                    | 20                    | 28                    | 45.45                 | 129                   | 115                   | +14                   | [ 2 ] [ 3 ]                 |                       |
| VfR Aalen          | Németország | 2011. január 3.   | 2013. június 8.   | 93                    | 36                    | 28                    | 29                    | 32.92                 | 115                   | 107                   | +8                    | [ 8 ] [ 9 ] [ 32 ] [ 33 ]   |                       |
| Ingolstadt 04      | Németország | 2013. október 7.  | 2016. június 30.  | 95                    | 36                    | 34                    | 25                    | 32.92                 | 113                   | 95                    | +18                   | [ 12 ] [ 34 ] [ 35 ] [ 36 ] |                       |
| RB Leipzig         | Németország | 2016. július 1.   | 2018. május 16.   | 83                    | 40                    | 19                    | 24                    | 32.92                 | 150                   | 116                   | +34                   | [ 15 ] [ 16 ]               |                       |
| Southampton        | Anglia      | 2018. december 5. | 2022. november 7. | 135                   | 47                    | 34                    | 54                    | 34.81                 | 231                   | 280                   | −49                   | [ 20 ]                      |                       |
| VfL Wolfsburg      | Németország | 2024. március 17. | 2025. május 4.    | 44                    | 17                    | 9                     | 18                    | 38.64                 | 68                    | 65                    | +3                    | [ 37 ]                      |                       |
| Összesen           | Összesen    | Összesen          | Összesen          | 576                   | 228                   | 151                   | 197                   | 39.58                 | 805                   | 779                   | +26                   | —                           |                       |

## Külső hivatkozások
- Edzői statisztikája a transfermarkt.com-on